# 井尻正二
井尻 正二（いじり しょうじ、1913年6月26日 - 1999年12月1日）は、日本の地球科学者・古生物学者・地質学者。学位は、理学博士（九州大学・論文博士・1949年）。東京経済大学教授を歴任。北海道小樽市出身。

## 略歴
小樽で倉庫業・海産物商などを営む名家に生まれたが、父が政治に血道を上げて家業に身を入れず没落し、中学校を卒業後に家族で上京。稲穂尋常高等小学校4年生の時に、大きな塩の結晶を作り、先生に褒められたことをきっかけに理科に興味を持つ。旧制小樽市中学校（現・小樽市立長橋中学校）卒。小中学校の同級生に広谷俊二（日本共産党中央委員）がいる。
1933年4月、動物学者で大伯父に当たる東京帝国大学教授・谷津直秀の勧めで東京帝国大学理学部地質学科に進学、古生物・化石研究の道に進む。東京帝国大学地質学科卒。
国立科学博物館・東京大学地震研究所勤務、地学団体研究会の創設参画。レッドパージにより国立科学博物館の職を追われ、著述で生計を立てながら研究にたずさわる。1963年から東京経済大学教授。1969年に職を辞し、ふたたび著述に専念。

## 業績
日本の化石研究の第一人者。1948年に野尻湖湖畔で、地元の旅館主人により発見されたナウマンゾウの臼歯化石の研究から始まった野尻湖発掘調査を指導し、日本の氷河時代の生物相や自然環境、旧石器時代の人類の生活環境などを解明（野尻湖発掘調査は専門家でない人も参加したいわゆる「大衆発掘方式」で現在も継続されている）。1949年、九州大学より理学博士の学位を取得（学位論文：「Desmostylus japonicusを中心とせる哺乳動物歯牙形態発生理論に関する一考察」）取得。
井尻の最大の功績は、化石の微細構造の研究にもとづく「古生物学の近代化」である。戦前に東京高等歯科医学校（現在の東京医科歯科大学）で、化石を用いた過去の生物の研究に非常に重要な、人やその他の哺乳類の歯の解剖学、組織学を学んだ。戦後間もない時期に、マンモスの歯の化石から抽出した化石有機基質によって、人工的な石灰液中で歯を構成するリン灰石を晶出させることに成功した研究など、いくつもの英文論文を公表し、記載・分類が中心だった古生物学に、化石の微細構造や生化学的研究を取り入れ、新しい分野を切り開いた。研究推進のための組織として、大森昌衛らと共に化石研究会を設立し、多くの研究者を育てた。同時に「実験古生物学」の発展にも力を注ぎ、さらに、晩年は「古生物学的進化論」の体系化に熱意を傾注した。井尻の根幹的な関心は、プレダーウィンをも念頭に置いた「古生物学的進化論」の確立にあったが、これは道半ばで未だ達成できないままとなっている。
主著に『古生物学論』（のち改訂され『科学論』）、『化石』（岩波新書）、『地球の歴史』（共著・同）、『日本列島』（共著・同）、『古生物学汎論』、『古生物学各論I-IV』、『ヘーゲル大論理学に学ぶ』など。大月書店から『井尻正二選集』（全10巻）が刊行されている。
地学団体研究会の主要な創設者として、同会の活動に長年にわたり大きな影響を与えた。当時の「日米科学協力」といわゆる「近代主義」に強く反対し、プレートテクトニクス論に批判的な立場を取った。2008年に泊次郎は著書『プレートテクトニクスの拒絶と受容』（東京大学出版会）において、この井尻の姿勢が日本におけるプレートテクトニクス論の受容の遅れを招いた一因であり、日本の地質学の発展を妨げたと指摘した。
地質学者としての活動だけではなく、師と仰いでいた詩人吉田一穂の研究書の編纂も行った。
哲学専攻・見田石介と交流があり、見田は野尻湖発掘にも参加した。

## 家系
- 曽祖父：井尻半左衛門 - 1828年（文政11年）鹿児島生まれ。北前船の船主を経て石狩に入植、石狩と小樽で漁場と倉庫業を営んで成功した。
- 祖父：井尻静蔵（初代） - 小樽の代表的財界人であり、北海道議会議員などを歴任。
- 祖父（母方）：浅羽靖 - 北海英語学校創設者。
- 大叔父（母方）：谷津直秀

## 著書
- 『古生物学論』（平凡社、平凡社全書49）
- 『これからの地球はどうなるか 地質の教室』（新興出版社） 1949
- 『人間の先祖』（福村書店、中学生歴史文庫 世界史1） 1951
- 『マンモス象とその仲間』（福村書店、地球の歴史文庫） 1951
- 『地質学の根本問題』（地学団体研究会、地学双書） 1952
- 『科学論 古生物学を主題として』（理論社） 1954
- 『ふしぎな地球』（筑摩書房、小学生全集） 1954
- 『古生物学』（理論社） 1956
- 『自然と人間の誕生』（学生社新書） 1956
- 『人体の秘密 進化をたどる』（三一新書） 1957
- 『お月さまのたんけん』（麦書房、雨の日文庫） 1958
- 『雪おとこの足あと』（麦書房、雨の日文庫） 1958
- 『人間の誕生』（日本評論新社） 1959
- 『地球のすがた・地球と生物』（偕成社、目で見る学習百科） 1960
- 『文明のなかの未開 人間はどれだけ進化したか』（三一新書） 1962
  - 『文明のなかの未開』（築地書館） 1968
- 『人体名所案内 進化のあとをたずねて』（講談社、ブルーバックス） 1967
- 『化石』（岩波書店） 1968
- 『人体の矛盾』（築地書館） 1968
- 『野尻湖のぞう』（福音館書店、福音館の科学シリーズ） 1969
- 『ヒトの解剖』（築地書館） 1969
- 『先祖をたずねて億万年』（新日本出版社） 1970
- 『マンモスをたずねて 科学者の夢』（筑摩書房、ちくま少年図書館、歴史の本） 1970
- 『生きてる化石のなぞ』（千代田書房） 1971
- 『ドクターカックは大博士』（新日本出版社） 1971
- 『いばるな恐竜ぼくの孫』（新日本出版） 1972
- 『化石のつぶやき』（共立出版） 1972
- 『剣竜のなぞ』（福音館書店、福音館の科学シリーズ） 1972
- 『古生物学汎論』（築地書館） 1972
- 『科学の階級性 続科学論』（築地書館） 1973
- 『ぼくには毛もあるヘソもある』（新日本出版社） 1973
- 『からすのカア公』（築地書館、新・どうぶつの絵本シリーズ） 1975
- 『消防犬・文』（築地書館、新・どうぶつの絵本シリーズ） 1975
- 『ぞうの花子』（築地書館、新・どうぶつの絵本シリーズ） 1975
- 『テルとねこの子』（築地書館、新・どうぶつの絵本シリーズ） 1975
- 『ヘーゲル「精神現象学」に学ぶ』（築地書館） 1975
- 『独創の方法』（玉川大学出版部、玉川選書） 1976
- 『ナウマンゾウの夢』（共立出版） 1977.11
- 『野尻湖参り』（共立出版） 1977.3
- 『ヒトの直系』（大月書店、国民文庫、現代の教養） 1977.9
- 『日本列島ものがたり』（築地書館） 1978.11
- 『ふしぎふしぎ人のからだ』（築地書館） 1978.8
- 『ひとの先祖と子どものおいたち』（築地書館） 1979.6
  - 『ひとの先祖と子どものおいたち』（築地書館、みんなの保育大学） 1995.8
- 『こどもの発達とヒトの進化』（築地書館） 1980.5
- 『ヘーゲル「大論理学」に学ぶ』（築地書館） 1980.11
- 『やっぱりぼくらの先祖はサルだった』（KABA書房） 1980.6
- 『井尻正二選集』全10巻（大月書店） 1981 - 1983
- 『銀の滴 金の滴』（築地書館） 1981.2
- 『進化とはなにか』（築地書館） 1983.1
- 『否定的精神』（築地書館） 1986.3
- 『石狩湾 大正デモクラシーを生きた母と子の物語』（築地書館） 1988.6
- 『胎児化の話』（築地書館） 1990.12
- 『弁証法をどう学ぶか』（大月書店） 1991.6
- 『理論の勉強と自然保護問題』（地学団体研究会、地団研ブックレットシリーズ） 1992.9
- 『ニワトリが先か、タマゴが先か』（大月書店） 1995.4
- 『展開的弁証法と発展的弁証法 拙著『ニワトリが先か、タマゴが先か』の解説を中心にして』（地学団体研究会、地団研ブックレットシリーズ） 1996.4
- 『弁証法の始元の分析』（大月書店） 1998.4
- 『弁証法における「否定の否定の法則」について』（地学団体研究会、地団研ブックレットシリーズ） 1999.10

### 共著・編
- 『ともに学ぶよろこび 団体研究の方法』（東京大学出版会） 1953
- 『地球の歴史』（藤田至則共著、東洋図書、図解科学大系 地球の科学） 1954
- 『人間の歴史 猿から人間への100万年』（新堀友行, 金光不二夫共著、理論社、 私の大学・歴史の教室） 1956
- 『化石学習図鑑』（藤田至則共著、東洋図書） 1957
- 『地球の歴史』（湊正雄共著、岩波新書） 1957
- 『人類の生れるまで』（青木滋共著、筑摩書房、新中学生全集） 1958
- 『地球は生きている』（亀井節夫共著、福村書店、理科の学校） 1958
- 『日本列島』（湊正雄共著、岩波新書） 1958
- 『前世界の日本』（湊正雄共著、高陽書院、図説 地球の歴史） 1961
- 『大むかしの世界』（秋山雅彦共著、偕成社、目で見る児童百科） 1963
- 『地学入門』（新堀友行共編著、築地書館） 1963
- 『自然界のふしぎ 自然と生命の神秘』（石井良治共著、偕成社、ジュニア博物館） 1968
- 『ともに学ぶよろこび』（地学団体研究会著、井尻編、築地書館） 1969
- 『地球の起源と歴史』（端山好和共著、法政大学出版局） 1970
- 『化石のはなし』（石井良治共著、千代田書房、ぼくらの化石文庫） 1973
- 『恐竜の世界をたずねて』（後藤仁敏共著、千代田書房、ぼくらの化石文庫） 1974
- 『魚類の歴史』（友田淑郎共著、千代田書房、化石がかたる地球の歴史） 1974
- 『象のいた湖 野尻湖発掘ものがたり』（野尻湖発掘調査団著、井尻編、新日本新書） 1974
- 『詩人吉田一穂の世界』（編、築地書館） 1975.
- 『生物の発生』（堀田進共著、千代田書房、化石がかたる地球の歴史） 1975
- 『恐竜の全盛時代』（神谷英利共著、千代田書房、 化石がかたる地球の歴史） 1976.8
- 『哺乳類の王国』（小沢幸重共著、千代田書房、化石がかたる地球の歴史4） 1977.2
- 『社会科学と自然科学の方法 『資本論』の方法をめぐって』（工藤晃共著、大月書店） 1977.11
- 『大氷河時代』（編 東海大学出版会、東海科学選書） 1979.10
- 『地球と生物との対話』（湊正雄共著、築地書館） 1982.11
- 『「種の起原」をどう読むか』（編著、築地書館） 1985.4
- 『恐竜の世界をたずねて』（後藤仁敏共著、築地書館） 1986.11
- 『たのしい化石採集』（石井良治共著、築地書館） 1986.11
- 『絶滅した日本の巨獣』（犬塚則久共著、築地書館） 1989.10
- 『恐竜の足あと』（真野勝友共著、築地書館） 1990.6
- 『生きている化石』（堀田進共著、築地書館） 1991.10
- 『化石の世界』（秋山雅彦共編著、大月書店） 1992.9
- 『新・人体の矛盾』（小寺春人共著、築地書館） 1994.2
- 『「新」ヒトの解剖』（後藤仁敏共著、築地書館） 1996.4
- 『「新」文明のなかの未開 レリックの世界』（真野勝友, 堀田進共著、築地書館） 1998.3

### 記念論集
- 『古生物学各論』第1巻（井尻正二氏還暦記念出版編集委員会編、築地書館） 1973
- 『古生物学各論』第2巻（井尻正二氏還暦記念出版編集委員会編、築地書館） 1975

## 論文
- 井尻正二, 見田石介、「矛盾と弁証法--生物学と経済学との哲学的対話」『季刊科学と思想』 第7号、p.77-94）） 1973年1月、新日本出版社、「井尻正二選集10哲学II弁証法の核心」（1983年5月12日、大月書店）所収）, NAID 40000588966
- 井尻正二, 不整合の概念的理解」『地球科学』 33巻 1号） 1979年 p.66-67, doi:10.15080/agcjchikyukagaku.33.1_66
- 井尻正二, 秋山雅彦, 後藤仁敏, ヒトのネオテニー説批判」『地球科学』 45巻 1号） 1991年 p.1-18, doi:10.15080/agcjchikyukagaku.45.1_1
- 舟橋三男, 石井次郎, 土屋篁, 熊野純男, 佐藤泰子, 井尻正二, 墓石探索顛末記(<特集>環境と地学)」『地学教育と科学運動』 21巻） 1992年 p.115-120, doi:10.15080/chitoka.21.0_115
- 井尻正二, 「地質学サバイバルの道」シンポジウムのコメント(<特集>地質学サバイバルの道をさぐる)」『地学教育と科学運動』 26巻） 1996年 p.19-24, doi:10.15080/chitoka.26.0_19
- 井尻正二「小学校時代を偲んで(<特集>応用地質の現場ではいま)」『地学教育と科学運動』第29巻、地学団体研究会、1998年、45-50頁、doi:10.15080/chitoka.29.0_45、NAID 110007159902。